# Gonophora sundaica
Gonophora sundaica is een keversoort uit de familie bladkevers (Chrysomelidae). De wetenschappelijke naam van de soort werd in 1910 gepubliceerd door Raffaello Gestro.